# Claude Judde
 (juin 2017).
Pour les articles homonymes, voir Jude.
Compléments
Judde est surtout connu comme maître de spiritualité ignacienne
Claude Judde, né le 19 décembre 1661 à Rouen (Normandie) et mort le 11 mars 1735 à Paris, est un prêtre jésuite français, maître des novices et instructeur du Troisième An.  Des notes prises par ses disciples et publiées après sa mort le firent reconnaître comme maître spirituel de première importance.

## Biographie
Claude Judde est le fils de Claude Judde, consul des marchands de Rouen, et d'Anne Magdeleine Portais.
Entré à seize ans comme novice chez les jésuites de Paris le 19 septembre 1677, Claude Judde y fait toute sa formation religieuse et intellectuelle. Il est ordonné prêtre, toujours à Paris, en 1687.
Ensuite, et pendant dix-huit ans, Judde est prédicateur, huit ans en province et dix ans à Paris. Il y obtient un certain succès. En 1710 il est nommé Maître du Troisième An à Rouen.  Il y reste trois ans. En 1713 il revient à Paris comme recteur et maître des novices (1713-1721) puis recteur à Rennes (1721-1722) et de nouveau à Paris (1722-1725) à la maison professe, où il consacre son temps à donner les Exercices spirituels.
Claude Judde n’a rien publié de son vivant. Ses sermons sont perdus, mais ses œuvres ascétiques sont conservées car ses novices et ceux qui étaient sous sa direction spirituelle prenaient des notes dont ils faisaient des copies et les diffusaient (avec sa permission). 
Son auteur préféré était Jean-Joseph Surin bien qu'il soit également disciple de Louis Lallemant. En 1746, Philippe Lallemant publia une adaptation de ses Exercices spirituels en dix jours et en 1748 un de ses anciens novices, devenu prêtre diocésain, le père Jean-Baptiste Mascrier imprime ses Réflexions chrétiennes. Son œuvre la plus remarquée est ses Exercices spirituels de trente jours donnés aux jeunes Jésuites du Troisième An en 1710, 1711 et 1712. Il en existe plusieurs copies différentes, davantage personnalisées que l’édition sortie de presse, car cette dernière omet les passages plus directement adressés à ceux qui faisaient les Exercices.
Un autre de ses novices, Pierre-Jacques Duparc, dans son prologue à la collection complète des œuvres de Judde le décrit ainsi : « À première vue, le père Judde paraissait un peu froid, même si, de nature, il était plutôt d’humeur joviale, et même tendre et compatissant, désireux de connaître même les plus minuscules détails et les moindres difficultés de ses novices... Il faisait appel à la raison avec force mais sans exagération et pouvait être plein d'onction et d'affections lorsque le sujet de conversation le demandait...».
Ignacio Iparraguirre, un expert ignacien du XXe siècle écrit : « Judde est profondément ignacien et davantage que les auteurs français contemporains. Il développe avec force et rigueur la logique spirituelle des Exercices spirituels, les rehaussant d’un riche fond doctrinal de christologie et grâce divine. Il a de remarquables pensées sur l’esprit intérieur de Jésus »

## Écrits
Les écrits de Claude Judde sont tous posthumes, car il s’agit de textes rassemblés, édités et publiés par ses disciples.
- Retraite spirituelle pour les personnes religieuses, Paris, 1746.
- Réflexions chrétiennes sur les grandes vérités de la foi et sur les principaux mystères de la passion de Notre Seigneur, Paris, 1748.
- Collection complète des œuvres spirituelles du P. Judde, recueillies par M. l'abbé Le Noir-Duparc, Paris, 1781-1782, 7 vol.